# カスパル
カスパル（CASPAR）、特別救済活動カスパル・アジアの性虐待と貧しさに苦しむ子どもたちを救う会（とくべつきゅうさいかつどうカスパル・アジアのせいぎゃくたいとまずしさにくるしむこどもたちをすくうかい）は、大阪府池田市に本部事務局を置く任意団体。代表者は近藤美津枝。

## 概要
以前は特定非営利活動法人（NPO法人）であったが、2006年春に法人解散手続を行い、現在は任意団体となっている。大阪府によるNPO法人認証は1999年4月14日だが、任意団体としての活動開始は1989年10月。正式英語名は CAmpaign to Stop the Prostitution of Asian children and to protect their Rights の頭文字でCASPARである。名称は新約聖書に登場する東方の三博士の一人・カスパール（Caspar または Casper）に由来する。
- 事務所：大阪府池田市神田1-1-16（文化住宅内）
- 会員数：最大時で800名程度[1]

## 経緯
1996年、静岡市立中央図書館に所蔵されていた『タイ買春読本』（データハウス）の廃棄を要求し、表現の自由・知る権利を擁護する観点からこれに反対した静岡市の図書館をよくする会と激しく対立した。
その後は外務省や旧・郵政省から補助金の交付を受けフィリピンやタイで施設の建設事業を行っていた。

### 特定非営利活動法人
2003年、税制上の優遇措置を受けられる認定NPOの資格を得るが「書類の提出手続が煩雑で本来の業務に支障をきたす」「年度末に多額の寄付を受けても翌年度に繰り越せないのはおかしい」との理由で2005年に資格を返上した（内閣府によると、このような事例は現在のところカスパルが唯一だと言う）。また、2005年の総会における解散決議に基づいて、2006年春にNPO法人の資格そのものも返上して任意団体となって、以降は「特別救済活動」を団体名に冠するようになった。

## アダルトゲーム撲滅活動
2004年初頭からアダルトゲームの撲滅を主張し始め、ベクターが運営するアダルトゲーム情報サイト「Galge.com」に対して閉鎖を要求した。続いて特定非営利活動法人ジュベネイル・ガイドと共に自民党の野田聖子衆議院議員らに対してロビイングを展開している。
2005年からはジュベネイル・ガイドと「美少女アダルトアニメ雑誌及び美少女アダルトアニメシミュレーションゲームの製造・販売を規制する法律の制定請求」 と題した請願書の署名活動を開始。しかし共同歩調を取ってきたジュベネイル・ガイドの実態がアダルトゲーム製作会社であることを『週刊新潮』に報じられ、ジュベネイル・ガイドは活動を停止した。その後カスパルは独自に署名活動を継続し、アダルトゲームとその関連書籍の販売停止を要求する内容の「子どもたちのイノセントを守りましょう」と題した申入書を複数のゲームメーカーや出版社に送付している。
児童買春、児童ポルノに係る行為等の処罰及び児童の保護等に関する法律の改正が問題となっていた2008年5月には、民主党の円より子参議院議員と下田敦子参議院議員を通じて、この請願書を第169回国会に提出。2008年5月14日、「街中に氾濫している美少女アダルトアニメ雑誌やゲームは、小学生の少女をイメージしているものが多く、このようなゲームに誘われた青少年の多くは知らず知らずのうちに心を破壊され、人間性を失っており、既に幼い少女が連れ去られ殺害される事件が起きている」として、「美少女ゲームの販売を規制すべき」とする内容の請願の紹介議員に、下田敦子参議院議員とともになった（これはカスパルによる請願）。また、同年の第170回国会においても同党の村井宗明衆議院議員を通じて同請願書を提出している。

## 地方支部の動向
- 1996年に静岡市で『タイ買春読本』の廃棄を要求した静岡支部は、後にカスパルを離脱し、子どもの命を守る会・ひまわりと改称した。図書館の蔵書廃棄が認められなかったことから1999年、静岡県の青少年保護育成条例に基づく有害図書指定を同書に対して行うよう県に陳情し、指定が行われた。
- 名古屋支部は2005年に学習会「命を買われる子どもたちと日本の子どもポルノ」を主催[要出典]するなど活発な動きが見られた。